# Ascorutin
Ascorutin je léčivý přípravek vyráběný firmou Zentiva ve Slovenské republice. Vyrábí se ve formě tablet, které obsahují dvě terapeuticky aktivní složky – kyselinu askorbovou (100 mg, vitamin C) a rutin (20 mg, rutosidum trihydricum). Je určen k léčbě zvýšené lámavosti krevních kapilár a nedostatku vitamínu C.

## Indikace
Ascorutin se používá k léčbě:
- zvýšená lámavost cév a cévních kapilár
- úprava tonu cévní stěny kapilár při varixech
- prevence krvácení z nosu (epistaxe)
- otoky dolních končetin
- hemoroidy

## Nežádoucí účinky a jiná omezení
Přípravek je určen pro dospělé a děti od 3 let věku. Osoba s ledvinovou nedostatečností nebo se sklony k ledvinovým kamenům by neměla ascorutin užívat delší dobu. U některých osob, které užívají přípravek Ascorutin ve velkém množství, může dojít k lehké mírné dyspepsii.
Podávání přípravku těhotným a kojícím ženám je zakázáno.

## Dávkování
Dospělí (osoba ve věku 12 let je dospělá) užívají 1-2 tablety 3× denně. Dávku lze zvýšit až na 10 tablet denně. Dětem starším 3 let se podávají podle váhy 1-2 tablety denně. Při avitaminóze lze dávku zvýšit až na 8 tablet denně.